# Veerle Dejaeghere
Pour les articles homonymes, voir De Jager ou De Jaeger et Jager.
Veerle Dejaeghere, née le 1er août 1973 à Izegem est une ancienne athlète belge, essentiellement sur 1 500 m, membre du Flanders Atletiekclub.
Elle participa aux Jeux olympiques de 2004 (1 500 m) et de 2008 (3 000 m steeple).
Elle fut huit fois lauréate de la Cross Cup. Elle conquit de nombreux titres nationaux et établissait à neuf reprises un record de Belgique.

## Records

### Records de Belgique
- 2000 : 3 000 m : 8 min 49 s 31 (Helsinki)
- 2000 : 3 000 m en salle : 8 min 51 s 96 (Gand)
- 2002 : 2 000 m : 5 min 42 s 15 (Heusden-Zolder)
- 2003 : 1 500 m : 4 min 0 s 5 (Rome)
- 2007 : 3 000 m steeple : 9 min 28 s 47 (Neerpelt)
- 2007 : 2 miles : 9 min 49 s 93 (Bruxelles)

### Records personnels
- 800 m : 2 min 5 s 12 (Edegem)
- 1 000 m : 2 min 41 s 78 (Zele)
- 1 mile : 4 min 29 s 93 (Heusden-Zolder)
- 2 000 m : 5 min 42 s 15 (Heusden-Zolder)
- 5 000 m : 15 min 19 s 73 (Rome)